# Wesley Newcomb Hohfeld
 (février 2021).
Si vous disposez d'ouvrages ou d'articles de référence ou si vous connaissez des sites web de qualité traitant du thème abordé ici, merci de compléter l'article en donnant les références utiles à sa vérifiabilité et en les liant à la section « Notes et références ».
Wesley Newcomb Hohfeld (né en 1879 et mort en 1918) était un juriste américain du début du XXe siècle. Il appartient à la tradition de jurisprudence analytique, qui revendique l'héritage de Bentham, et surtout de John Austin. Il a marqué le droit et la philosophie américaine, par son article de 1917, qui propose un système de concepts pour analyser la notion, trop générale, de droits.

## Biographie
Hohfeld a été une source importante pour l'analyse des questions de droits, aussi bien les droits juridiques que les droits moraux. Grâce à ses relations fondamentales, on peut préciser les droits que l'on revendique, ou que l'on récuse, dans tel cas particulier. À titre d'exemple, le livre de Jean-Yves Goffi Le philosophe et ses animaux, part de la typologie de Hohfeld pour s'interroger sur les types de droits que l'on est prêt à reconnaître aux différents animaux. 
De façon étrange, le travail de Hohfeld n'a jamais percé en France : seul ce livre sur les droits des animaux, et celui de Patrick Bailhache, Essai de logique déontique (Vrin), mentionnent W. N. Hohfeld. 
Il n'en va pas de même dans les pays de tradition analytique, où les concepts de Hohfeld constituent une base de discussion pour les questions de droits. On signalera la tentative de récupération des concepts de Hohfeld par les logiques déontiques, surtout dans les travaux d'Anderson puis de Stig Kanger, et à leur suite, des logiciens américains et surtout scandinaves.
L'informatique se sert également de ses théories conceptuelles, qu'on peut retrouver notamment dans un article universitaire américain. 